# Summitview
Summitview – jednostka osadnicza w Stanach Zjednoczonych, w stanie Waszyngton, w hrabstwie Yakima.